# Eldee Young
Eldee Young (Chicago, 7 januari 1936 – Bangkok, 12 februari 2007) was een Amerikaanse rhythm-and-blues- en jazzcontrabassist.

## Biografie
Eldee Young bezocht het American Conservatory of Music, speelde in 1951 bij King Kolax en ging daarna op tournees met de rhythm-and-blueszangers Chuck Willis (1954), Big Joe Turner, T-Bone Walker en Joe Williams. Van 1956 tot 1966 behoorde Young tot het Ramsey Lewis Trio  en werkte hij o.a. mee aan diens album Down to Earth uit 1958 bij Verve Records. Daarna werd de band ontbonden. Hij vormde met de drummer Redd Holt bands als Young-Holt Unlimited, wiens plaat The Soulful Strut de goudstatus bereikte. In 1983 kwam het tot een hernieuwde oprichting van het oude Ramsey Lewis Trio. Met de Aziatische pianist Jeremy Monteiro traden Young en Holt in 1988 op tijdens het Montreux Jazz Festival.
Young begeleidde ook James Moody, Dinah Washington, Nancy Wilson, Dizzy Gillespie en Oscar Brown jr. Vervolgens werkte hij op het gebied van de filmmuziek en in radio- en tv-shows. Met zijn eigen kwartet was hij ook te horen als cellist en zanger. In 1991 begeleidde hij de zangeres Eden Atwood en in 1999 behoorde hij tot de band van George Freeman. Tijdens zijn laatste levensjaren speelde hij regelmatig eens in Singapore en Bangkok (in de 'Living Room', Sheraton Hotel). Daar had hij op 10 februari 2007 zijn laatste optreden.

## Overlijden
Eldee Young overleed op 12 februari 2007 op 71-jarige leeftijd aan hartfalen.

## Discografie
- 1962: Just for Kicks (Argo Records)

Met Ramsey Lewis
- 1956: Ramsey Lewis and his Gentle-men of Swing (Argo)
- 1956: Ramsey Lewis and his Gentle-men of Jazz (Argo)
- 1958: Lem Winchester and the Ramsey Lewis Trio (Argo) - met Lem Winchester
- 1958: Down to Earth (EmArcy)
- 1959: An Hour with the Ramsey Lewis Trio (Argo)
- 1960: Stretching Out (Argo)
- 1960: The Ramsey Lewis Trio in Chicago (Argo)
- 1961: More Music from the Soil (Argo)
- 1961: Never on Sunday (Argo)
- 1961: Sound of Christmas (Argo)
- 1962: The Sound of Spring (Argo)
- 1962: Country Meets the Blues (Argo)
- 1962: Bossa Nova (Argo)
- 1963: Pot Luck (Argo)
- 1963: Barefoot Sunday Blues (Argo)
- 1964: Bach to the Blues (Argo)
- 1964: The Ramsey Lewis Trio at the Bohemian Caverns (Argo)
- 1964: More Sounds of Christmas (Argo)
- 1964-1965: You Better Believe Me (Argo) - met Jean DuShon
- 1965: The In Crowd (Argo)
- 1965: Hang On Ramsey! (Argo)
- 1965, 1972: The Groover (Cadet)
- 1966: Wade in the Water (Cadet)

- Biblioteca Nacional de España: XX5455270
- Bibliothèque nationale de France: cb14002987k (data)
- Gemeinsame Normdatei: 135184533
- International Standard Name Identifier: 0000 0000 7779 7944
- Library of Congress Control Number: no91019296
- MusicBrainz: 34559ec1-3f19-4ce2-a795-48144b92e97b
- Système universitaire de documentation: 157035395
- Virtual International Authority File: 64202399
- WorldCat: E39PBJqvTPVdT9F39RqPF6hT73